# Unión General de Trabajadores (Portugal)
La Unión General de Trabajadores (en portugués: União Geral de Trabalhadores, UGT) es una central sindical portuguesa afín al Partido Socialista y Partido Social Demócrata.
Fue fundada en 1978 cuando sectores próximos al Partido Socialista y Partido Social Demócrata se escindieron de la Confederación General de los Trabajadores Portugueses, afín al Partido Comunista Portugués.[cita requerida]